# Offensen (Wienhausen)
Offensen (niederdeutsch Uffenhusen) ist ein Ortsteil der Gemeinde Wienhausen im Landkreis Celle in Niedersachsen.

## Geografie

### Geografische Lage
Offensen liegt südöstlich von Celle an der Aller. Die Gemeinde gehört der Samtgemeinde Flotwedel an, die ihren Verwaltungssitz in der Gemeinde Wienhausen hat. Bei Offensen mündet das Schwarzwasser in die Aller.

## Geschichte
Offensen wurde im Jahr 1255 bereits urkundlich als Uffenhusen erwähnt: Ritter Balduin von Blankenburg schenkte dem Kloster Wienhausen den Zehnten von zwei Häusern in Offensen. Drei Jahre später (1258) wurde das Dorf mit Offenhausen bezeichnet. In diesem Jahr schenkte der Neffe des Ritters von Blankenburg, Truchsess Anno von Campe, dem Kloster einen Hof in Offensen, den er vom Bischof zu Hildesheim als Lehen gehabt hatte.
Die Herren von Offensen hatten im heutigen Ort Offensen ihren Stammsitz. Das Gut lag auf dem höher gelegenen Feld nördlich des Ortes unmittelbar südwestlich des alten Allerarms. 1647 erlosch mit dem Tod von Ilse von Offensen dieses Geschlecht. Ihre Schwester Salome von Offensen hatte 1587 Georg von Merrettich geheiratet. Sie starb am 2. Oktober 1614 in Schlanstedt. Das Gut Offensen wurde in diesem Jahr an die von Merrettich vererbt. Die von Merrettich starben um 1747 aus. Damit ging das Gut zu Offensen an den Schenk zu Winterstedt im benachbarten Schwachhausen über.
Am 12. April 1945 wurde Offensen durch das 1. Bataillon des 333. US Infanterie Regiments befreit. Ziel der amerikanischen Verbände war die Allerbrücke in Schwachhausen, die zu diesem Zeitpunkt die einzige noch erhaltene Brücke in diesem Gebiet war. Bei dem Durchmarsch wurde das Kriegsdenkmal beschädigt. In den folgenden Tagen wurden Zivilisten aus Schwachhausen in Offensen untergebracht, da bei Nordburg gekämpft wurde.

## Kultur und Sehenswürdigkeiten

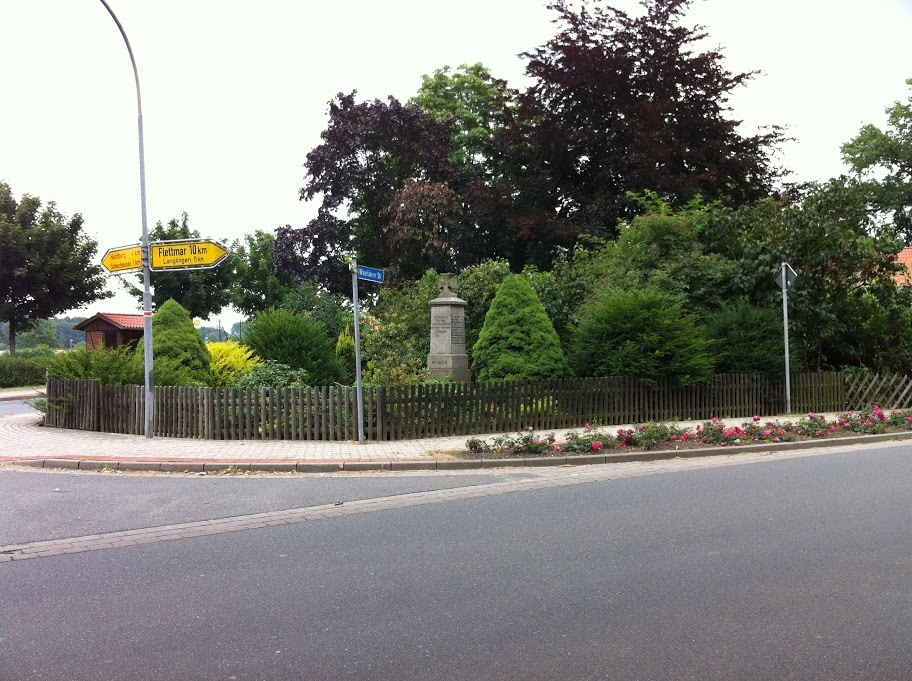
Denkmal in Offensen

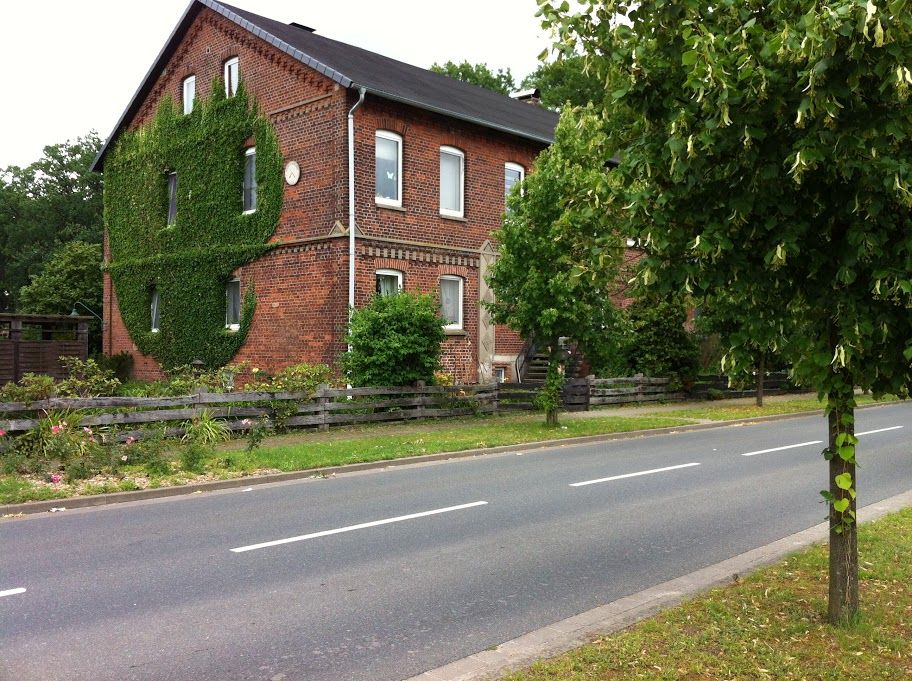
Alte Molkerei Offensen

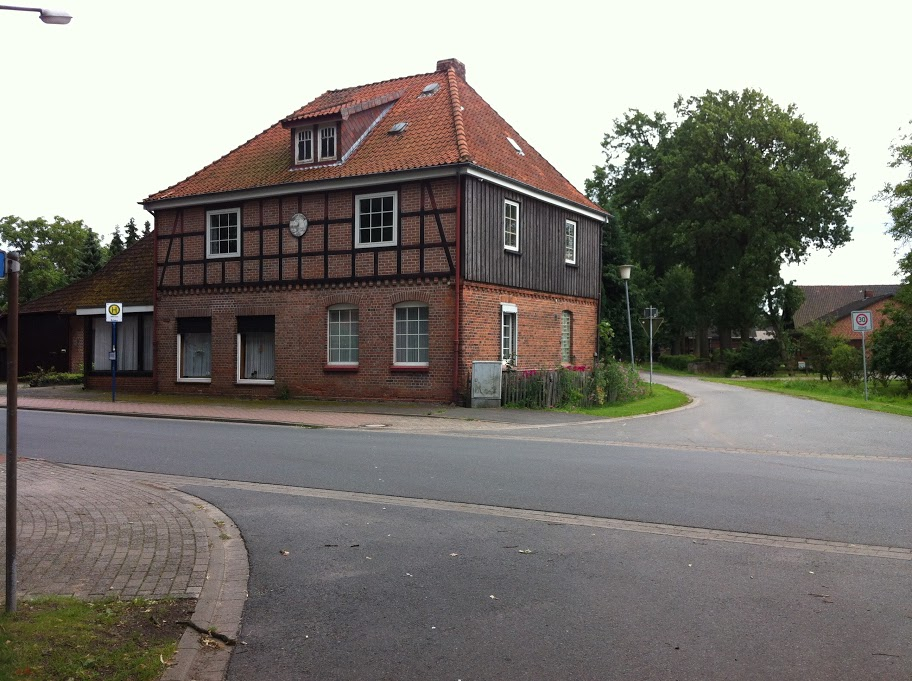
Alter Kolonialwarenladen Offensen

### Bauwerke
Das alte Offensener Gut wurde vollständig abgetragen. Zu den wichtigsten Gebäuden des Ortes zählen heute das Feuerwehrhaus, die alte Schule, die ehemalige Molkerei und das neue Dorfgemeinschaftshaus.
Siehe auch Liste der Baudenkmale in Wienhausen#Offensen

## Wirtschaft und Infrastruktur
Offensen ist über Landesstraßen mit der Bundesstraße 214 an das Verkehrsnetz angebunden.
Der Ort lag früher an der Bahnstrecke Gifhorn Stadt–Celle, deren Personenverkehr 1981 eingestellt wurde. 1993 endete auch der Güterverkehr. Die Strecke ist mittlerweile zu großen Teilen abgebaut.

## Persönlichkeiten, die vor Ort gewirkt haben
- Helmut Schmidt-Harries, Dorfschullehrer, deutscher Politiker und Landtagsabgeordneter (FDP), Bürgermeister und Heimatforscher
- Gottlieb Sussebach, 1976–1983 Kreisbrandmeister Landkreis Celle, Träger des Bundesverdienstkreuzes am Bande (1984) und des Deutschen Feuerwehr-Ehrenkreuzes in Gold, Ehrenkreisbrandmeister